# Psorophora goeldii
Psorophora goeldii är en tvåvingeart som först beskrevs av Giles 1904.  Psorophora goeldii ingår i släktet Psorophora och familjen stickmyggor. Inga underarter finns listade i Catalogue of Life.